# Atletismo nos Jogos Pan-Americanos de 2011 - 100 m masculino
A competição dos 100 m rasos masculino foi um dos eventos do atletismo nos Jogos Pan-Americanos de 2011, em Guadalajara. Foi disputada no Estádio Telmex de Atletismo entre os dias 24 e 25 de outubro.

## Calendário
Horário local (UTC-6).
| Data          | Horário | Fase         |
| ------------- | ------- | ------------ |
| 24 de outubro | 15:15   | Qualificação |
| 24 de outubro | 17:50   | Semifinais   |
| 25 de outubro | 18:20   | Final        |

## Medalhistas
| Ouro   | JAM Lerone Clark       |
| Prata  | SKN Kim Collins        |
| Bronze | TRI Emmanuel Callender |

## Recordes
Recordes mundial e pan-americano antes da disputa dos Jogos Pan-Americanos de 2011.
| Tipo                             | Atleta           | Tempo | Local   | Data                 |
| -------------------------------- | ---------------- | ----- | ------- | -------------------- |
|                                  | Usain Bolt       | 9.58  | Berlim  | 16 de agosto de 2009 |
| Recorde dos Jogos Pan-Americanos | Leandro Peñalver | 10.06 | Caracas | 24 de agosto de 1983 |

## Resultados

### Qualificação
Os dois primeiros atletas de cada bateria mais os seis atletas mais velozes, se classificaram para as semifinais.

| Pos. | Bateria | Atleta             | País                         | Tempo | Obs.                 |
| ---- | ------- | ------------------ | ---------------------------- | ----- | -------------------- |
| 1    | 2       | Emmanuel Callender | TRI Trinidad e Tobago        | 10.13 | Q                    |
| 2    | 5       | Lerone Clarke      | JAM Jamaica                  | 10.15 | Q                    |
| 3    | 2       | Calesio Newman     | USA Estados Unidos           | 10.30 | Q                    |
| 4    | 3       | Michael Herrera    | CUB Cuba                     | 10.31 | Q                    |
| 5    | 5       | Álvaro Gómez       | COL Colômbia                 | 10.31 | Q                    |
| 6    | 1       | Nilson André       | BRA Brasil                   | 10.33 | Q                    |
| 7    | 5       | Jason Rogers       | SKN São Cristóvão e Neves    | 10.35 | q                    |
| 8    | 1       | David Lescay       | CUB Cuba                     | 10.36 | Q                    |
| 9    | 4       | Kim Collins        | SKN São Cristóvão e Neves    | 10.37 | Q                    |
| 10   | 5       | Sandro Viana       | BRA Brasil                   | 10.38 | q                    |
| 11   | 3       | Tre Houston        | BER Bermudas                 | 10.40 | Q                    |
| 12   | 1       | Oshane Bailey      | JAM Jamaica                  | 10.41 | q                    |
| 13   | 3       | Adrian Griffith    | BAH Bahamas                  | 10.41 | q                    |
| 14   | 4       | Carlos Jorge       | DOM República Dominicana     | 10.43 | Q                    |
| 15   | 2       | Jamial Rolle       | BAH Bahamas                  | 10.45 | q                    |
| 16   | 4       | Ramon Gittens      | BAR Barbados                 | 10.45 | q                    |
| 17   | 1       | Miguel López       | PUR Porto Rico               | 10.48 |                      |
| 18   | 1       | Rolando Palacios   | HON Honduras                 | 10.49 | Recorde da temporada |
| 19   | 1       | Kael Becerra       | CHI Chile                    | 10.49 |                      |
| 20   | 2       | Franklin Nazareno  | ECU Equador                  | 10.52 |                      |
| 21   | 3       | Monzavous Edwards  | USA Estados Unidos           | 10.53 |                      |
| 22   | 4       | Isidro Montoya     | COL Colômbia                 | 10.60 |                      |
| 23   | 5       | Dontae Richards    | CAN Canadá                   | 10.61 |                      |
| 24   | 2       | Adam Harris        | GUY Guiana                   | 10.62 |                      |
| 25   | 3       | Darrel Brown       | TRI Trinidad e Tobago        | 10.63 |                      |
| 26   | 5       | Adrian Durant      | ISV Ilhas Virgens Americanas | 10.64 | Recorde pessoal      |
| 27   | 4       | Lee Prowell        | GUY Guiana                   | 10.65 |                      |
| 28   | 3       | Miguel Wilken      | ARG Argentina                | 10.66 |                      |
| 29   | 2       | Jorge Alonzo       | MEX México                   | 10.78 |                      |
| 30   | 4       | Courtney Williams  | VIN São Vicente e Granadinas | 11.15 |                      |
| 31   | 4       | Jurgen Themen      | SUR Suriname                 | 11.71 |                      |
| 32   | 1       | Linford Avila      | BIZ Belize                   | 11.74 |                      |
| 33   | 1       | Juan José Reyes    | MEX México                   | DSQ   |                      |

### Semifinais
| Pos. | Bateria | Atleta             | País                      | Tempo | Obs. |
| ---- | ------- | ------------------ | ------------------------- | ----- | ---- |
| 1    | 2       | Kim Collins        | SKN São Cristóvão e Neves | 10.00 | Q    |
| 2    | 1       | Lerone Clarke      | JAM Jamaica               | 10.17 | Q    |
| 3    | 2       | Emmanuel Callender | TRI Trinidad e Tobago     | 10.17 | Q    |
| 4    | 2       | Nilson André       | BRA Brasil                | 10.23 | Q    |
| 5    | 1       | Carlos Jorge       | DOM República Dominicana  | 10.30 | Q    |
| 6    | 2       | David Lescay       | CUB Cuba                  | 10.31 | Q    |
| 7    | 2       | Ramon Gittens      | BAR Barbados              | 10.37 |      |
| 8    | 1       | Álvaro Gómez       | COL Colômbia              | 10.40 | Q    |
| 9    | 1       | Calesio Newman     | USA Estados Unidos        | 10.42 | Q    |
| 10   | 1       | Jason Rogers       | SKN São Cristóvão e Neves | 10.44 |      |
| 11   | 2       | Jamial Rolle       | BAH Bahamas               | 10.49 |      |
| 12   | 1       | Sandro Viana       | BRA Brasil                | 10.49 |      |
| 13   | 1       | Michael Herrera    | CUB Cuba                  | 10.52 |      |
| 14   | 1       | Adrian Griffith    | BAH Bahamas               | 10.59 |      |
| 15   | 2       | Oshane Bailey      | JAM Jamaica               | DSQ   |      |
| 15   | 2       | Tre Houston        | BER Bermudas              | DSQ   |      |

### Final
| Pos.              | Atleta             | País                      | Tempo | Obs.            |
| ----------------- | ------------------ | ------------------------- | ----- | --------------- |
| Medalha de ouro   | Lerone Clarke      | JAM Jamaica               | 10.01 | Recorde pessoal |
| Medalha de prata  | Kim Collins        | SKN São Cristóvão e Neves | 10.04 |                 |
| Medalha de bronze | Emmanuel Callender | TRI Trinidad e Tobago     | 10.16 |                 |
| 4                 | Carlos Jorge       | DOM República Dominicana  | 10.26 |                 |
| 5                 | Nilson André       | BRA Brasil                | 10.26 |                 |
| 6                 | Calesio Newman     | USA Estados Unidos        | 10.31 |                 |
| 7                 | Álvaro Gómez       | COL Colômbia              | 10.33 |                 |
| 8                 | David Lescay       | CUB Cuba                  | 10.39 |                 |

Legenda
| Recorde mundial                  | Recorde mundial (World record)               |                       | Recorde africano                      | Recorde africano (African) |                                           | Q | Classificado por posição (Qualified) |
| Recorde dos Jogos Pan-Americanos | Recorde pan-americano (Pan-American record)  | Recorde da América    | Recorde da América (Americas)         | q                          | Classificado por melhor tempo (Qualified) |   |                                      |
| Melhor marca do ano              | Melhor marca do ano (World leading)          | Recorde asiático      | Recorde asiático (Asian)              | DNS                        | Não largou (Did not start)                |   |                                      |
| Recorde nacional                 | Recorde nacional (National record)           | Recorde europeu       | Recorde europeu (European)            | DNF                        | Não terminou (Did not finish)             |   |                                      |
| Recorde pessoal                  | Recorde pessoal do atleta (Personal best)    | Recorde da Oceania    | Recorde da Oceania (Oceania)          | DSQ / DQ                   | Desclassificado (Disqualified)            |   |                                      |
| Recorde da temporada             | Recorde da temporada do atleta (Season best) | Recorde sul-americano | Recorde sul-americano (South America) | NM                         | Sem marca (No mark)                       |   |                                      |